# Jachen Huder

Jachen Huder (1970)

Jachen Huder (* 16. August 1922 in Ardez; † 10. Dezember 2008) war ein Schweizer Bauingenieur. Er lehrte und forschte von 1971 bis 1977 als ausserordentlicher Professor und von 1977 bis 1989 als Ordinarius für Grundbau und Bodenmechanik an der ETH Zürich.
Huder besuchte neun Jahre die Primar- und Sekundarschule von Ardez, danach fünf Jahre die Kantonsschule von Chur. Im Jahr 1943 begann er das Studium des Bauingenieurwesens an der ETH Zürich. Nach Studienunterbrüchen infolge praktischer Tätigkeit und Militärdienst, bei dem er einen schweren Unfall erlitt, der den Verlust der rechten Hand zur Folge hatte, schloss er das Studium 1949 mit dem Diplom ab. Von 1950 bis 1951 arbeitete er als Privatassistent von Professor Meyer-Peter. Seine Tätigkeit bestand dabei vor allem in der Berechnung von Staumauern. Ab 1952 war er an der Versuchsanstalt für Wasser- und Erdbau der ETH Zürich (VAWE) angestellt, zuletzt als Sektionschef. In den Jahren 1954 bis 1956 war er Mitarbeiter bei Laurits Bjerrum am Norwegischen Geotechnischen Institut in Oslo. Dort beschäftigte er sich mit Quicktonen. 1963 promovierte Huder an der ETH Zürich bei Professor Gerold Schnitter mit dem Thema «Bestimmung der Scherfestigkeit strukturempfindlicher Böden unter besonderer Berücksichtigung der Seekreide».
Im Jahr 1968 wurde Huder zum Titularprofessor ernannt und war in der Folge Lehrbeauftragter für Grundbau und Bodenmechanik. 1971 folgte die Wahl zum ausserordentlichen und 1977 zum ordentlichen Professor für das gleiche Lehrgebiet am Institut für Grundbau und Bodenmechanik der ETH Zürich. Von 1978 bis 1984 war er Präsident der Schweizerischen Gesellschaft für Boden- und Felsmechanik. Huder trat 1989 in den Ruhestand.

## Schriften (Auswahl)
- mit Hans-Jürgen Lang, Peter Amann, Alexander Puzrin: Bodenmechanik und Grundbau. Springer, 9. Auflage 2011, ISBN 978-3-642-14687-9.
- mit Peter Herzog: Gefrierverfahren. Mitteilungen des Institutes für Grundbau und Bodenmechanik, Eidgenössische Technische Hochschule Zürich, Nr. 112, 1979.
- Creep in Bündner Schist. Mitteilungen des Institutes für Grundbau und Bodenmechanik, Eidgenössische Technische Hochschule Zürich, Nr. 107, 1976.